# Thomas Stelzer (Musiker)

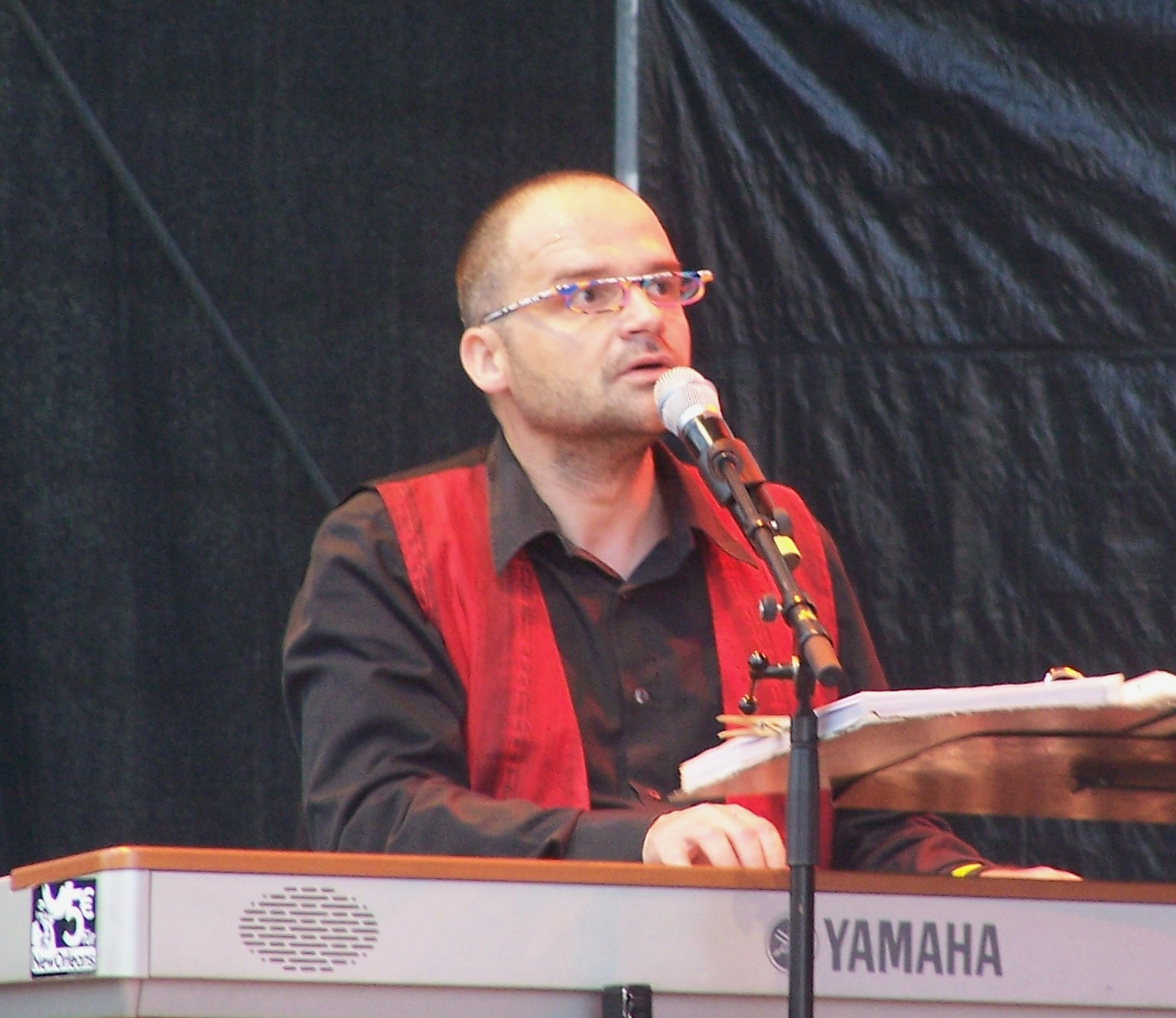
Thomas Stelzer bei einem Auftritt zum Dresdner Stadtfest 2009

Thomas Stelzer (* 19. Januar 1964 in Dresden) ist ein deutscher Musiker, Texter und Songwriter. Stelzer ist Blues- und Boogie-Pianist.

## Musikalische Entwicklung
Stelzer absolvierte eine fünfjährige Klavierausbildung und fand frühzeitig zur Bluesmusik. Zu seinen musikalischen Vorbildern gehören Professor Longhair, Dr. John, Buddy Guy und Vince Weber. Seine ersten eigenen Bluessongs schrieb er bereits während seiner Lehrausbildung.
Im Jahr 1990 gründete er das Thomas Stelzer Trio. Zur Gründungsbesetzung gehörten Stelzer (Piano, Gesang), Matthias Peuker (Schlagzeug) und der Saxophonist Burkhard Schmidt. Nachdem Schmidt 1998 die Formation verlassen hatte, wurden Stelzer und Peuker durch verschiedene Gastmusiker begleitet. Zum Thomas Stelzer Trio gehören heute Bernd Kleinow (Bluesharp) und Christoph Dehne (Schlagzeug).
Die 1994 gegründete Thomas Stelzer Superband ist ein weiteres aktuelles Bandprojekt. Zur Band gehören die vierköpfige Bläsergruppe mit Rainer Bemmann, Jürgen Heinzmann, Ive Kanew und Michael Winkler. Gitarrist ist Georg Hammer, den Bass spielt Tim Schröder und am Schlagzeug sitzt Matthias Peuker.
Weitere Projekte sind die Bloody Rhythm Fingers mit Bernd Kleinow und Lutz Kowalewski, die Bands The Burnes und The Farmer’s Breakfast Country Band sowie bis 2013 der Chor The Gospel Passengers.
Zu Gastspielen reiste Stelzer in viele Länder Europas. Ein US-Aufenthalt führte ihn nach New Orleans, wo er gemeinsam mit Buddy Guy, Dr. John und Levon Helm auftrat. Außerdem nahm Stelzer an renommierten Festivals im In- und Ausland, unter anderem in Dresden, in Bellinzona und Notodden, teil. Sein jüngstes Album nennt sich Jahresringe. Es enthält ausschließlich bislang unveröffentlichte Songs aus den Jahren 1980 bis 1989.
Thomas Stelzer leitet die sächsische Abteilung des Deutschen Rock- und Popmusikerverbandes.

## Diskografie

### LP
- 1990: Take Up My Mind

### CDs
- 1992: Me And My Boogie Shoes
- 1994: Sweat, Sweat, Sweat
- 1994: The First Four (Superband)
- 1994: Stormy Monday (Superband)
- 1995: Sixpack (The Burnes)
- 1996: news (The Burnes)
- 1997: All Night Long
- 1999: Li’l Liza Jane (Bloody Rhythm Fingers)
- 2000: That's My Solution (The Gospel Passengers)
- 2000: Best of
- 2001: The Gospel Train Is Comin’ (The Gospel Passengers)
- 2002: Dirty (Bloody Rhythm Fingers)
- 2003: Cajun Moon
- 2004: Deep Inside
- 2005: Train Train
- 2005: Tell Me How Long Is The Train To God (The Gospel Passengers)
- 2006: New Orleans Brainstorming
- 2006: The Burnes: Retros & Demos (The Burnes)
- 2006: Songs Of Mine
- 2008: Jahresringe
- 2008: I’m On My Way Now (The Gospel Passengers)
- 2009: Thomas Stelzer & The Farmer’s Breakfast Country Band Live in Concert
- 2009: 10 Jahre – The Gospel Passengers – LIVE (The Gospel Passengers)
- 2010: Dreams – The New Orleans Session 2010
- 2011: Higher & Higher (Thomas Stelzer & The Gospel Passengers)

### Sampler
- 2002: Dresden hören. Augusto 2002
- 2007: Dixie. Boogie. Swing. Die besten Dresdner Bands auf einer CD

### DVDs
- 2001: Live im „Alten Schlachthof“ Dresden
- 2006: Live at Kulturpalast Dresden